# Parco naturale delle barriere coralline di Tubbataha
Il Parco naturale delle barriere coralline di Tubbataha è un'area naturale protetta delle Filippine che tutela un gruppo di atolli corallini che si trovano nel Mare di Sulu, circa 100 miglia nautiche a sudest di Puerto Princesa, nell'isola di Palawan.. Essi sono un santuario protetto dal 1988 come parco marino; dal 1993 sono stati inseriti nell'elenco dei Patrimoni dell'umanità dell'UNESCO. Il santuario si estende su di una superficie di 968,24 chilometri quadrati. Il parco è amministrato come parte della municipalità di Cagayancillo.

## Territorio
Il termine Tubbataha è una combinazione di due parole sama-bajaw, la lingua parlata sulle isole Sulu, che significano "una lunga scogliera esposta alla bassa marea": questa sorta di lunga scogliera risulta formata da due piccoli atolli adiacenti, l’Atollo Nord, il maggiore e lungo 16 chilometri e largo 5, e l'Atollo Sud, il minore e lungo 5 chilometri e largo 3, separati da un profondo braccio di mare largo otto chilometri.
Non vi sono presenze umane stanziali sugli atolli ma sono stagionalmente meta di pescatori che stabiliscono rifugi temporanei sulle varie isole che compongono gli atolli.
Per scoraggiare ogni tipo di intrusione esterna la guardia costiera filippina mantiene in zona una piccola stazione di monitoraggio permanente.

## Fauna
Qui si possono trovare oltre mille diverse forme di vita, fra cui 300 specie di coralli (che coprono circa due terzi della superficie del parco) e 400 specie di pesci; molte di queste forme di vita sono in pericolo d'estinzione, fra cui mante giganti, pesci della famiglia Scorpaenidae, tartarughe, pesci pagliaccio e squali.
Oltre ad essere un santuario marino, Tubbataha è nota per essere un santuario degli uccelli: una piccola isoletta nell'estremità meridionale dell'Atollo Sud, isoletta su cui è stato in passato costruito un faro, ospita numerose specie di uccelli marini che qui nidificano. Fra questi vi sono sule, sternidi e fregate, in sosta durante le loro migrazioni annuali.

## Turismo
Gli atolli sono molto ricercati fra gli amanti delle immersioni subacquee: i viaggi verso Tubbataha si effettuano via nave, trovandosi essi a 12 ore da Puerto Princesa, fra la metà di marzo e la metà di giugno. Tubbataha è considerato il miglior sito per immersioni delle Filippine e le navi che effettuano il trasporto dei turisti sono prenotate con anni di anticipo a causa della grande richiesta.